# 痢疾
痢疾指的是导致带血的腹泻的肠胃炎，具体说主要是肠（特别是大肠）发炎。依传染性的致病生物体不同而分為细菌性痢疾、阿米巴痢疾，也有其他更少数的病因。痢疾其他的症状有发热、腹痛、里急后重等，脱水为最常见的并发症。

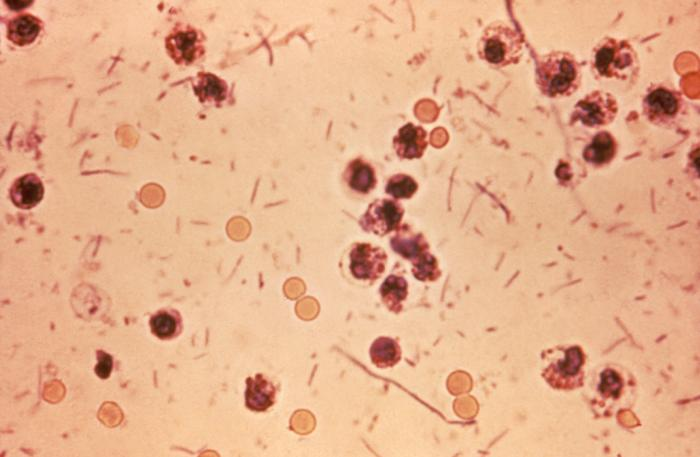
顯微鏡下糞便樣品中的志賀氏菌

痢疾造成的健康危害较大，细菌性痢疾每年感染1.65亿人，致死110万人，绝大多数为发展中国家居民。阿米巴痢疾每年感染几百万人，致死55000人。
痢疾“病从口入”，一般和被粪便污染的食品和水源有关，可以通过洗手、煮熟食物等食品安全措施防止。痢疾一般会自然好转，但病人应充分补水抵消腹泻失水，不然有恶化成脱水的风险；建议是使用口服补液盐。旅客若在发展中国家染上痢疾，可以考虑使用阿奇霉素以便更快好转。
痢疾历史悠久，自西医鼻祖希波克拉底之时就有记载。元朝皇帝元順帝和唐朝皇帝唐太宗都是死於痢疾。

## 細菌性痢疾

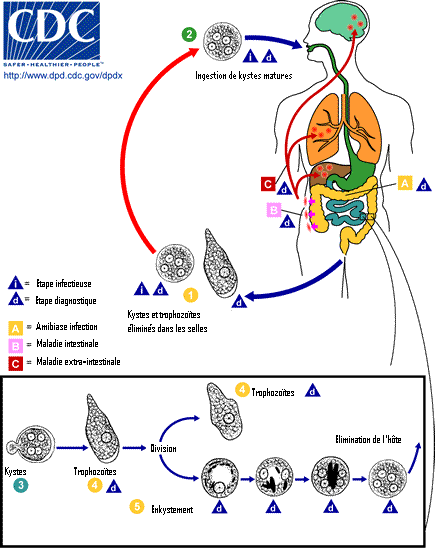
感染痢疾阿米巴原蟲

细菌性痢疾，简称菌痢，是由于志賀氏菌屬（痢疾杆菌）所引起的一种假膜性肠炎（纤维素性炎）。
痢疾杆菌由上皮细胞直接侵入肠粘膜。病变多局限于结肠（乙状结肠和直肠）内，以大量纤维素伸出形成假膜性炎为特征，假膜脱落伴有不规则浅表溃疡。 分为急性细菌性痢疾、慢性细菌性痢疾、中毒性细菌性痢疾。
菌痢主要是通过带菌者的手传播扩散。经污染水或食物引起的菌痢多发于夏季。细菌性痢疾流行范围广，传播快，发病率高。发病多见于青少年及小童。病后仅有短暂和不稳定的免疫力，人类对菌痢普遍易感，引起该病爆发流行，特别是洪涝灾害地区，一旦水源受污染，更容易发生流行。菌痢根据病程可分为急性及慢性两期

### 症狀
主要临床表现为腹泻、腹痛、里急后重、脓血样大便、发热。

## 阿米巴痢疾
阿米巴痢疾是因溶組織内阿米巴原蟲感染結腸引起，主要是通過糞便污染所傳染。多見於熱帶地區衛生較差的農村，夏秋季發病率較多，其中以成年男性患者較多。患者病後沒有免疫能力，故易出現重覆感染。嚴重患者會出現如腸出血、腸穿孔、腹膜炎。

### 症狀
部份病人會出現無症狀。一般起病較慢，沒有發熱，腹瀉糞便惡臭伴腹脹氣，右下腹腹痛。體弱及營養不良病者有機會出現暴發症狀：起病急、高熱、劇烈腹痛、水樣便。

## 處理
- 臥床休息
- 半流質或流質食物，避免進食刺激性或易引致腹脹的食物
- 立即看醫生（切勿自行購買成藥服食）

## 中醫文獻記載
中国历代文献有关痢疾记载：
- 《黄帝内经》，唐朝整理春秋战国时期的文献，称“肠癖”或“赤沃”
- 《伤寒论》,《金匮要略》，东汉张仲景撰，称“下利”，对其病机多责之“以有热故也”，并开始有方药记载，制定了白头翁汤，桃花汤（赤石脂，干姜，粳米）等有效方剂，开清热解毒，温涩固下之先河。
- 《千金要方》，唐朝孙思邈著，将本病称为“滞下”，并记载102首方剂。
- 《严氏济生方》，南宋严用和，正式提出“痢疾”这一病名。治疗上主张“先导涤肠胃，次治根本，然后辨其风冷暑湿而为之治法”。
- 《河间六书》，金元四大医学家之一刘完素等撰、明朝吴勉学等编校，认为本病之所以急迫，是由于火性的原因。对本病的治疗创“行血则便脓自愈，调气则后重自除”的原则。
- 《丹溪心法》元代金元四大医学家之一朱震亨著述、明朝程充校订，提出“痢赤属血，白属气”，“时疫作痢，一方一家，上下传染相似”。

按痢疾症状分证，有白痢或称湿痢、赤痢亦名热痢、赤白痢亦名湿热痢、噤口痢、休息痢（慢性痢疾）、疫毒痢（中毒性痢疾）、寒湿痢、虚寒痢等。

## 預防
- 养成饭前、便后洗手的良好习惯。
- 注意饮食卫生，不喝生水，不食不洁瓜果，不吃变质食物。
- 切生熟菜的刀具及砧板最好能分开。如无条件者，至少在每次切熟食前洗净，并用开水烫一下。
- 注意身体锻炼，增强身体素质。

1. 保持地方及廚房器皿清潔，並把垃圾妥為棄置。

2. 保持雙手清潔，經常修剪指甲。不要徒手處理熟食；如有需要，應戴上手套。

3. 進食或處理食物前，應用肥皂及清水洗淨雙手，如廁或更換尿片後亦應洗手。

4. 飲用水應採用自來水，並最好煮沸後才飲用。

5. 應從可靠的地方購買新鮮食物，不要光顧無牌小販。

6. 避免進食高危險食物，例如貝類海產、生食或半熟食。

7. 烹調食物時應穿着清潔，如可洗滌的圍裙，並戴上帽子。

8. 貝類海產應用清水洗刷和沖洗，並浸泡於清水中一段時間，待其自然淨化。內臟如無須保留，應加以清除。

9. 易腐壞食物應用蓋蓋好，存放於冰箱中。

10. 生食及熟食，尤其是海產，應分開處理和存放（冰箱上層存放熟食，下層存放生食），避免交叉污染。

11. 冰箱應定期清潔和融雪，溫度應保持於攝氏4度或以下。

12. 食物應徹底清洗並徹底煮熟，煮熟後應盡快食用。

13. 如有需要保留吃剩的熟食，應該加以冷藏，並盡快食用。食用前應徹底翻熱，變質的食物應該棄掉。

14. 感染此病者及無症狀的帶菌者均不應處理食物和照顧兒童。